# Shaun Toub
Shaun Toub (en persa: شان طوب‎; Teherán, 15 de febrero de 1958) es un actor de cine y televisión estadounidense de origen iraní, conocido por sus papeles como Farhad en la película Colisión (2004), como Rahim Khan en la película Cometas en el cielo y como Ho Yinsen en la película Iron Man.

## Biografía
Toub, que es judío persa, nació en Teherán (Irán) y se crio en Mánchester, Inglaterra (su familia dejó Irán antes de la Revolución de 1979). A la edad de catorce años se mudó a Suiza y después de una estancia de dos años, cruzó el Atlántico hacia Nashua, Nuevo Hampshire, para terminar su último año de escuela secundaria. Su anuario del instituto señala: «El más gracioso en la escuela y más propenso a tener éxito en el mundo del entretenimiento». Después de dos años de universidad en Massachusetts se trasladó a la USC.
Shaun está activo en la comunidad judía iraní. A través de varios eventos de caridad y charlas públicas, inspira a la comunidad a adoptar las artes, ya que las artes mejoran la vida cotidiana. Ha sido galardonado con el premio Sephard en el Festival de Cine Sefardí 1999 de Los Ángeles. Toub actualmente vive en Los Ángeles.

## Carrera
A través de un encuentro casual con un agente de talento astuto, irrumpió en la escena de Hollywood. Toub ha recibido elogios para varias de sus apariciones en más de 100 episodios de televisión, incluyendo Seinfeld, Los Sopranos, ER, Dame un respiro, Salto al infinito, Nash Bridges, JAG, NCIS, The Bold and the Beautiful, Lois y Clark: las nuevas aventuras de Superman, Matrimonio con hijos, Perdidos, Living Single, en los últimos capítulos de Homeland, con una actuación excepcional, y varias películas realizadas para televisión.
Su filmografía incluye su memorable actuación en Dos policías rebeldes de Michael Bay con Will Smith y Martin Lawrence, Broken Arrow de John Woo con John Travolta y Christian Slater, Fuego sobre Bagdad de Mick Jackson protagonizada por Michael Keaton y Helena Bonham Carter para HBO, y Path to Paradise con Peter Gallagher, Marcia Gay Harden también para HBO. Su actuación como Farhad en la película ganadora del Óscar de Paul Haggis Colisión, un éxito de crítica y sorprendente taquilla, recibió críticas positivas. También desempeña el papel de Rahim Khan en Cometas en el cielo (2007).
Él apareció en la adaptación de Marvel Comics Iron Man como Ho Yinsen con su coestrella de Colisión, Terrence Howard. Ha repetido su papel como Yinsen para la adaptación del videojuego y realiza un pequeño cameo al principio de Iron Man 3.
Su interpretación de Iroh en Airbender: el último guerrero, así como la de la coestrella Dev Patel (Zuko),  son popularmente elogiadas como las actuaciones individuales agradables en la película y está preparado para repetir el papel de Iroh en Airbender: El último guerrero 2 - Tierra.[cita requerida]
En el 2019 participó en la serie Teherán, interpreta a Faraz Kamali, un agente de la inteligencia de la Guardia Revolucionaria de Iran, que busca a una agente del Mosad, agencia de inteligencia israelí infiltrada en Irán, esta serie aborda la problemática del conflicto israelí-iraní.
En el 2020 aparece en la serie Snowpiercer interpretando a Terence: un encantador, intrigante y, en última instancia, peligroso conserje convertido en gánster que gobierna el Mercado Negro con un poder enigmático.

## Filmografía

### Cine
| Año  | Nombre                                   | Rol                 | Nota            |
| ---- | ---------------------------------------- | ------------------- | --------------- |
| 1988 | Out of Time                              | Speechmaker         | Film television |
| 1988 | Glitz                                    | Maitre d'           | Film television |
| 1989 | Dark Holiday                             | Soldado Prisionero  | Film television |
| 1991 | Before the Storm                         | Jeep Soldier        | Film television |
| 1993 | Desperate Rescue: The Cathy Mahone Story |                     |                 |
| 1993 | Hot Shots! Part Deux                     | Sleeping Guard      |                 |
| 1995 | OP Center                                | Teniente Arkov      | Film television |
| 1995 | Bad Boys                                 | Store Clerk         |                 |
| 1996 | Broken Arrow                             | Max                 |                 |
| 1996 | Executive Decision                       | Terrorista          |                 |
| 1996 | Suddenly                                 | Sr. Tabibsidan      | Film television |
| 1997 | Path to Paradise                         | El Sayyid Nosair    | Film television |
| 1997 | Steel Sharks                             | Capt. Reza Lashgar  |                 |
| 1997 | Out to Sea                               | Bettor in Front     |                 |
| 1999 | Stigmata                                 | Doctor              |                 |
| 1999 | D.R.E.A.M. Team                          | Principe Ali Saleed | Film television |
| 2002 | Maryam                                   | Dr. Darius Armin    |                 |
| 2002 | Live from Baghdad                        | Sadoun Al-Jenabi    | Film television |
| 2003 | Underground                              | Dark Skinned Man    | corto metraje   |
| 2004 | Land of Plenty                           | Hassan              |                 |
| 2004 | Crash                                    | Farhad              |                 |
| 2006 | The Path to 9/11                         | Emad Salem          | Film television |
| 2006 | The Nativity Story                       | Joaquim             |                 |
| 2007 | The Kite Runner                          | Rahim Khan          |                 |
| 2007 | Charlie Wilson's War                     | Hassan              | Sin créditos    |
| 2008 | Iron Man                                 | Ho Yinsen           |                 |
| 2010 | The Last Airbender                       | Tío Iroh            |                 |
| 2011 | Setup                                    | Roth                |                 |
| 2013 | Papa                                     | Evan Shipman        |                 |
| 2013 | Iron Man 3                               | Ho Yinsen           |                 |
| 2014 | Stretch                                  | Nasseem             |                 |
| 2014 | Unity                                    | Narrator            | Documental      |
| 2015 | Papa: Hemingway in Cuba                  | Evan Shipman        |                 |
| 2016 | War Dogs                                 | Marlboro            |                 |
| 2020 | Ghosts of War                            | Sr. Helwig          |                 |

### Televisión
| Año        | Título                                       | Rol                                 | Nota |
| ---------- | -------------------------------------------- | ----------------------------------- | --- |
| 1988       | Hunter                                       | Phillip DePaul/Stephen Avak         | Episodio "Need Justice: Part 1" y "Need Justice: Part 2"                                                                          |
| 1990       | Columbo                                      | Amir                                | Episodio: "Agenda for Murder" |
| 1990       | Matlock                                      | Rahmad Hussein                      | Episodio: "Nowhere to Turn" |
| 1990       | Dragnet                                      | Ralph Singas                        | Episodio: "Queen of Hearts" |
| 1990       | Gabriel's Fire                               | Attendant                           | Episodio: "Windows" |
| 1991       | Under Cover                                  | Jeep Soldier                        | Episodio: "Sacrifices" |
| 1991       | In the Heat of the Night                     | Cabby                               | Episodio: "Unfinished Business"                                                                                                   |
| 1993       | Bodies of Evidence                           | Rajeeb Kambata                      | Episodio: "Eleven Grains of Sand"                                                                                                 |
| 1993–97    | Lois & Clark: The New Adventures of Superman | Asabi                               | Episodio "Piloto", "Neverending Battle", "I'm Looking Through You" and "All Shook Up", "Seconds" and "I've Got You Under My Skin" |
| 1994       | Living Single                                | Cabby                               | Episodio: "Fatal Distraction" |
| 1994       | Café Americain                               | Colonel Faisal                      | Episodio: "Love the One You're With"                                                                                              |
| 1994       | One West Waikiki                             | Joseph Kastrami                     | Episodio: "Terminal Island" |
| 1994       | The Bold and the Beautiful                   | Moustafa                            | 2 episodios |
| 1994       | Married... with Children                     | Akbar                               | Episodio: "A Man for No Seasons"                                                                                                  |
| 1995       | Ellen                                        | Foreign Man                         | Episodio: "Hello, I Must Be Going"                                                                                                |
| 1995       | JAG                                          | Prison Commandant                   | Episodio: "Scimitar" |
| 1996       | Sisters                                      | Weatherman                          | Episodio: "Don't Go to Springfield"                                                                                               |
| 1996       | Nash Bridges                                 | Cecil Riskin                        | Episodio: "Hit Parade" |
| 1996       | Sliders                                      | Kheri-Heb                           | Episodio: "Slide Like an Egyptian"                                                                                                |
| 1996–97    | Pacific Blue                                 | Mahmood                             | Episodios "Outlaw Extreme" and "The Last Ride"                                                                                    |
| 1997       | Walker, Texas Ranger                         | Lance                               | Episodio: "Last Hope" |
| 1997       | ER                                           | Butler                              | Episodio: "Ground Zero" |
| 1997       | Seinfeld                                     | Pinter                              | Episodio: "The Betrayal" |
| 1997       | The Visitor                                  | N/A                                 | Episodio: "Going Home" |
| 1998       | Early Edition                                | Hassan Rejim                        | Episodio: "Mum's the Word" |
| 1998       | Cybill                                       | Scary Man                           | Episodio: "Ka-Boom!" |
| 1998       | Soldier of Fortune, Inc.                     | Hamzed Ali Amin                     | Episodio: "Iraq and Roll" |
| 1999       | G vs E                                       | Dr. Clean                           | Episodio: "Evilator" |
| 1999       | CI5: The New Professionals                   | Shabadi                             | Episodio: "Orbit" |
| 1999       | Just Shoot Me!                               | Ernesto                             | Episodio: "Love Is in the Air" |
| 2000       | Cover Me                                     | Spiros                              | Episodio: "Where Have You Gone, Sandy Koufax?"                                                                                    |
| 2000       | Charmed                                      | Triad Member #2                     | Episodios "Magic Hour", "Sight Unseen" and "Power Outrage"                                                                        |
| 2001       | Malcolm in the Middle                        | Janic                               | Episodio: "Hal Quits" |
| 2001       | The Sopranos                                 | Arouk Abboubi                       | Episodio: "Employee of the Month"                                                                                                 |
| 2001       | Son of the Beach                             | Mohammed                            | Episodio: "Chip's a Goy" |
| 2001       | Special Unit 2                               | Herkamer                            | Episodio: "The Wraps" |
| 2001       | The District                                 | Boris                               | Episodios "Fools Russian: Part 1" and "Fools Russian: Part 2"                                                                     |
| 2001       | The Division                                 | Yuri                                | Episodio: "The First Hit's Free, Baby"                                                                                            |
| 2002       | She Spies                                    | Joshua Bick                         | Episodio: "Poster Girl" |
| 2003       | The Agency                                   | Coronel Tambour - Al Tayeh's Deputy | Episodio: "Unholy Alliances" |
| 2006–07    | Smith                                        | Jerry                               | Episodios "Pilot", "Three" and "Four"                                                                                             |
| 2007       | Lost                                         | Sami                                | Episodio: "Enter 77" |
| 2008       | NCIS                                         | Khalid Mohammed Bakr                | Episodio: "Tribes" |
| 2009       | The Unit                                     | Misha Belikov                       | Episodio: "Bad Beat" |
| 2009       | Chuck                                        | Dr. Mohammed Zamir                  | Episodio: "Chuck Versus the Broken Heart"                                                                                         |
| 2011       | Castle                                       | Philip Boyd                         | Episodio: "Head Case" |
| 2012       | Luck                                         | Dr. Khan                            | Episodios "Ace Forces Escalante to Swap Jockeys" and "Two Prized Colts Go Head-to-Head"                                           |
| 2012       | Last Resort                                  | Almirante Safir Ahsan               | Episodio: "Cinderella Liberty" |
| 2013, 2017 | Homeland                                     | Majid Javadi                        | 10 Episodios |
| 2015       | The Blacklist                                | Comandante Kushan                   | Episodio "Ruslan Denisov (No. 67)"                                                                                                |
| 2016       | Grimm                                        | Conrad Bonaparte                    | Temporada 5, 4 Episodios |
| 2017       | Scandal                                      | Embajador Marachi                   | Temporada 7, 2 Episodios |
| 2020       | Snowpiercer                                  | Terence                             | Rol recurrente |
| 2020       | Tehran                                       | Faraz Kamali                        | Temporada 1 |

### Juegos de video
| Año  | Juego    | Rol    | Nota |
| ---- | -------- | ------ | ---- |
| 2008 | Iron Man | Yinsen | N/A  |